# آی‌ای‌آر-۲۳
آی‌ای‌آر-۲۳ (به انگلیسی: IAR-23) یک هواپیمای ساختِ کارخانهٔ ایندوستریا آئروناتیکا رومانا در کشور رومانی است. این هواپیما در ۱۹۳۴ میلادی نخستین پرواز خود را انجام داد.